# Anacroneuria cathia
Anacroneuria cathia és una espècie d'insecte plecòpter pertanyent a la família dels pèrlids.

## Descripció
- Els adults tenen el dors del cap, el pronot i les potes marrons, els palps marró clar i les antenes marró fosc.
- Les ales de les femelles són de color marró groguenc amb la nervadura marró clar, mentre que les dels mascles són groc ocre.
- Les ales anteriors del mascle fan 11,1-11,5 mm de llargària i les de la femella entre 12,5 i 14.[5]

## Hàbitat
En el seu estadi immadur és aquàtic i viu a l'aigua dolça, mentre que com a adult és terrestre i volador.

## Distribució geogràfica
Es troba a Sud-amèrica: Santa Catarina (el Brasil).